# Nicolas Baldo
Nicolas Baldo (Issoire, 10 de junio de 1984) es un ciclista francés que fue profesional entre 2009 y 2019.
Al finalizar la temporada 2019 se retiró tras once años como profesional.

## Palmarés
2006
- 1 etapa del Tour de Saboya

2009
- 1 etapa del Giro del Friuli Venezia Giulia

2012
- An Post Rás, más 1 etapa

2013
- Paris-Mantes-en-Yvelines
- 1 etapa de la Rhône-Alpes Isère Tour

2015
- Paris-Mantes-en-Yvelines